# فيكتور هاغت
فيكتور هاغت (بالفرنسية: Victor Huguet)‏ هو رسام فرنسي، ولد في 1 مايو 1835 في Le Lude ‏ في فرنسا، وتوفي في 16 أغسطس 1902 في باريس في فرنسا.